# Santicolo
(Gregorio Brunelli, «Curiosi trattenimenti contenenti ragguagli sacri e profani dei popoli camuni», 1698)
Santicolo è una frazione del comune di Corteno Golgi, in alta Val Camonica, provincia di Brescia. Esso fa parte dei comuni d'Italia soppressi, dal momento che era un comune autonomo fino al 1927 ed è stato inglobato da quello di Corteno Golgi (R.D. 5 agosto 1927, n. 1525).

## Geografia fisica

### Territorio
Affacciato ad una delle frazioni di Edolo, Cortenedolo, è situato su di una piccola altura, il che rende il paese non troppo incassato nella valle.
Santicolo è una frazione di Corteno Golgi situata sul lato sud della Valle di Corteno, più fresco ed umido rispetto al lato nord.

## Storia
In origine vi fu l'insediamento di alcuni pastori camuni che vi fondarono la propria casa, vicina ai più grossi centri di Edolo e Corteno Golgi.
Come Corteno aveva rapporti di tipo commerciale con altri centri camuni ed anche con la vicina Valtellina, situata al di là del passo dell'Aprica.

## Monumenti e luoghi d'interesse

### Architetture religiose
Le chiese di Santicolo sono:

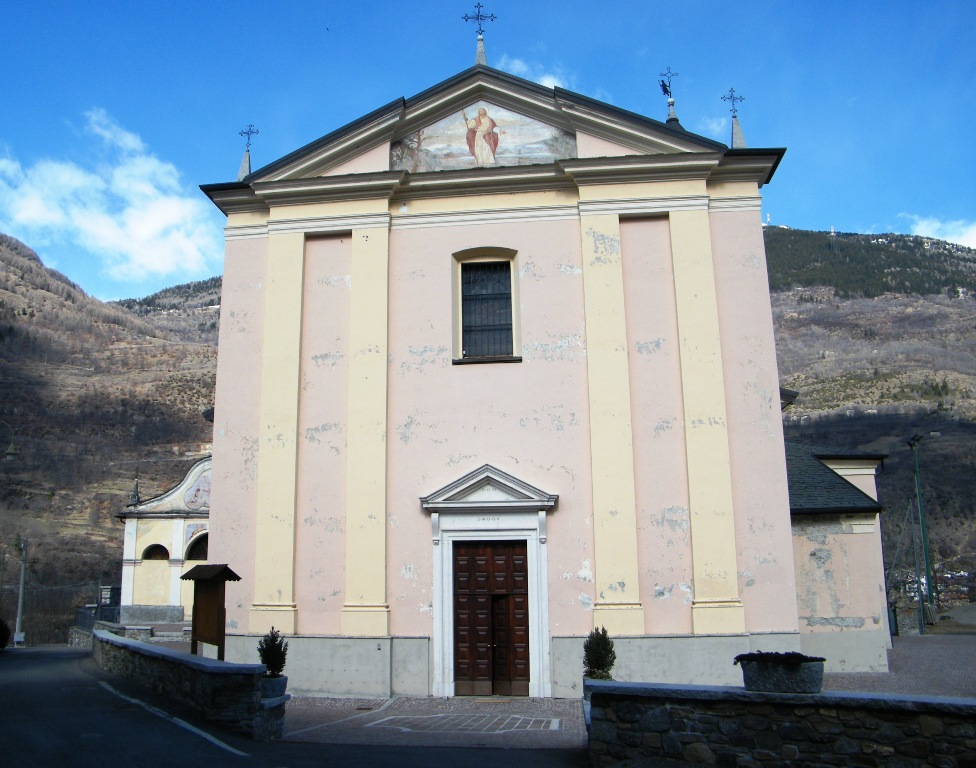
Chiesa di San Giacomo

- Parrocchiale di San Giacomo, tardo seicentesca, con il portale in marmo di Vezza. L'interno è affrescato da Antonio Guadagnini nel 1866.
- Chiesetta dell'Oratorio, seicentesco, accanto alla parrocchiale.

## Società

### Tradizioni e folclore
Gli scütüm sono nei dialetti camuni dei soprannomi o nomiglioli, a volte personali, altre indicanti tratti caratteristici di una comunità. Quello che contraddistingue gli abitanti di Santicolo è Bìcoi (si presume deriva da bucolico, amante della natura).
Esistono nel folklore della Val Camonica alcuni proverbi in dialetto camuno riguardanti Santicolo:
- Santicòl paìs de la sfortüna, l'inverno sensa sùl e l'istàt sensa lüna. Ovvero: Santicolo paese della sfortuna, d'inverno senza sole e in estate senza luna.[3]